# Emanuel List
Emanuel List (Viena, 22 de març de 1888 - Viena, 21 de juny de 1967) fou un cantant d'òpera austríac nacionalitzat nord-americà el 1918 i un dels baixos més greus i sinistres del seu temps. És sobretot recordat per les seves actuacions en òperes wagnerianes, les seves interpretacions de Hunding, Hagen i Fafner, han sigut difícils d'igualar.
List va ser educat a Viena i va començar el 1922 al Volksoper com a Mephistopheles a Faust de Gounod. A causa dels seus orígens jueus, List, que havia estat membre de l'Òpera Estatal de Berlín des de 1923 i que havia cantat regularment fins al 1933 al Festival Bayreuth, va haver d'abandonar Alemanya el 1934, i va seguir el mateix destí que el seu company Friedrich Schorr. Posteriorment, va cantar al Covent Garden i al Metropolitan Opera i fins al 1938 i l'Anschluss, a l'Òpera Estatal de Viena. Va tornar a Berlín, ara a la República Federal d'Alemanya, el 1950 i encara va cantar durant dos anys, abans de retirar-se de l'escena i acabar els seus dies a la seva ciutat natal.
Va cantar diverses temporades al Gran Teatre del Liceu de Barcelona.